# Корнелиу-Прокопиу
Корне́лиу-Проко́пиу (порт. Cornélio Procópio) — муниципалитет в Бразилии, входит в штат Парана. Составная часть мезорегиона Север Пиунейру-Паранаэнси. Входит в экономико-статистический микрорегион Корнелиу-Прокопиу. Население составляет 47 021 человек на 2004 год. Занимает площадь 637 км². Плотность населения — 73,8 чел./км².

## История
Город основан 15 февраля 1938 года.

## Статистика
- Валовой внутренний продукт на 2004 год составляет 440 143 100,00 реалов (данные: Бразильский институт географии и статистики).
- Валовой внутренний продукт на душу населения на 2004 год составляет 9370,32 реалов (данные: Бразильский институт географии и статистики).
- Индекс развития человеческого потенциала на 2000 год составляет 0,791 (данные: Программа развития ООН).

## География
Климат местности: субтропический. В соответствии с классификацией Кёппена, климат относится к категории Cfa.